# Звенящие кедры России (серия книг)
«Звеня́щие ке́дры Росси́и» — серия художественных книг Владимира Мегре, повествующих о знакомстве автора с представителями высокоразвитой (не технократической) культуры, живущими на Земле обособленно от остального мира.
На основе серии книг возникло движение «Звенящие кедры России».

## Содержание
Серия книг объединена общей сюжетной линией; повествование ведётся от лица автора. Главной героиней является Анастасия — женщина, живущая в сибирской тайге. Большая часть идей книг изложена от её лица. Основными идеями автор книг считает «совместное творение и радость всем от созерцания его» и «совершенствование среды обитания».

## Содержание по книгам

### Книга 1 «Анастасия»
Описывает от имени автора экспедицию предпринимателя Мегре на теплоходе по Оби, встречу с Анастасией, живущей в тайге. Три дня Анастасия рассказывает о своем миропонимании и планах. Происходит зачатие общего с Мегре ребёнка. После этого Мегре возвращается на теплоход.

### Книга 2 «Звенящие Кедры России»
Описывает историю написания первой книги: после встречи с Анастасией, пораженный её идеями, Мегре, не в силах продолжать бизнес, едет в Москву, пытаясь создать Общество предпринимателей с чистыми помыслами. Неудача создания такого общества была, по мнению автора, связана с нарушением описанной Анастасией последовательности действий в её планах. Мегре хочет покончить жизнь самоубийством, но вдруг вспоминает, что сначала нужно написать книгу об Анастасии. После выхода первых тиражей и получения гонорара Мегре едет к старцу в Сергиев Посад.

### Книга 3 «Пространство Любви»
Мегре едет снова к Анастасии, где встречает своего ребёнка и знакомится с тем, как его воспитывает Анастасия.

### Книга 4 «Сотворение»
Описывает сотворение мира Богом, первых людей на Земле, идею строительства каждой семьёй райского сада (родового поместья) на участке земли площадью не менее гектара.

### Книга 5 «Кто же мы?»
Будущее России, в котором родовые поместья занимают центральное место; дети со способностями «первоистоков» прекращают гонку вооружений в мире. Открытое обращение к Президенту России о возможности строительства благополучного, процветающего государства в результате бесплатной выдачи участков земли желающим семьям. Мегре на Кипре. Прослушав критическую аудиозапись о нём самом, Мегре начинает считать, что последние события в его жизни контролируются не им, а некими силами, связанными с Анастасией. Но после разговора с Анастасией он начинает считать, что события в своей жизни он своими мыслями и чувствами моделирует сам.

### Книга 6 «Родовая Книга»
Описывает альтернативную историю Древней Руси, где в гармонии с природой жили люди из цивилизации «ведруссов», являвшихся предками азиатов, европейцев, россиян, американцев; культура ведруссов была уничтожена иностранными наёмниками, насаждавшими христианство.

### Книга 7 «Энергия Жизни»
Притчи Анастасии о жизни человека, о достижении любви, представления Мегре о будущем России, наблюдения Мегре из жизни людей.

### Книга 8 «Новая цивилизация»

#### Книга 8, часть 1 «Новая цивилизация»
Жизнь Володи — сына Мегре в тайге. Планы Мегре и Анастасии о зачатии дочери. Древний Египет. Будущее США.

#### Книга 8, часть 2 «Обряды любви»
Идеи о том, как достичь любви в семье. Прадед Анастасии, как выясняется, был одним из верховных «жрецов» Земли. Предложение создать «Родную партию». Зарисовки альтернативной истории Древней Руси, её уклад.

### Книга 10 «Анаста»
В прошлой жизни дочь Мегре от Анастасии звали Анаста; в эпоху Ледникового периода она противостояла угрожающему её долине леднику. Притча о двух братьях. Посещение Мегре своего заброшенного участка в родовом поселении. Жизнь в тайге детей Мегре и Анастасии. Сын Мегре помогает отцу смоделировать поместье, решая вопрос неплодородия почвы, включая в него новый тип бани и добавляя черты, позволяющие телепортироваться на другие планеты вместе с родовым поместьем. Володя сдаёт экзамен зрелости и покидает тайгу.

## Мировая история
Книги содержат художественное описание альтернативных взглядов на мировую историю. Среди основных моментов:
- Стремление «жрецов», то есть людей, сохранивших телепатические способности, обладающих древнейшими знаниями, подвести человечество к уничтожению в надежде, что Бог вмешается в этот процесс, пойдя на диалог с ними — этот диалог является целью жрецов.
- Раскол евреев на христиан и иудеев создан теми же жрецами для создания распрей между этими группами людей.

## Использование идей о «родовых поместьях»
Заместитель начальника Управления Федеральной службы исполнения наказаний по Псковской области Александр Бородай предложил использовать идею «родового поместья» для содержания заключенных:

Новый подход к содержанию осужденных описан в книгах Владимира Мегре. Если коротко, то это выглядит так. Возьмем, например, 100 человек, осуждённых, ну, пусть на 10 лет. Селим их на участке в 100 гектаров, выделив каждому по гектару земли, на котором есть дом. Общий участок обносим, как положено, колючей проволокой и охраной. И весь свой положенный срок человек живёт на своей земле: сажает лес, сад, огород, разводит животных, общается с родственниками. Все это очищает, раскрывает его душу. Настолько, что по истечении срока нам нужно будет… просто убрать колючую проволоку. Одним населённым пунктом станет больше, а 100 преступниками меньше.

### Законопроект «О родовых усадьбах»
В апреле 2013 года депутаты Госдумы от ЛДПР во главе с вице-спикером Госдумы Игорем Лебедевым внесли на рассмотрение проект закона № 269542-6 «О родовых усадьбах» и взаимосвязанный с ним законопроект № 269545-6 о внесении изменений в действующие законы, который предполагает выдачу каждому россиянину не менее 1 га земли под родовую усадьбу. По предлагаемому законопроекту граждан обладающих родовой усадьбой освободят от налогов на произведенную продукцию и на сам земельный участок, на все жилые строения на этом участке. На участок, строения и продукцию не будет обращено взыскание по обязательствам гражданина и членов его семьи. Хозяева участков должны будут возвести на этой земле поместье, хозяйственные постройки, открыть предприятия, не загрязняющие окружающую среду. Строить многоквартирное жилье запрещается. В поместье должен быть разбит парк и выращиваться сельскохозяйственные культуры. Кроме того, такой участок нельзя будет купить, продать, заложить, сдать в аренду, разделить на части или передать юридическому лицу. Также родовую усадьбу невозможно будет конфисковать, изъять для государственных или муниципальных нужд.
Белгородский губернатор Евгений Савченко считает, что «значительная часть сельских территорий России может возрождаться в настоящее время только за счёт родовых поместий» и предложил Президенту Владимиру Путину поддержать законопроект о родовых усадьбах.
В ходе рассмотрения проекта Федерального закона N 269542-6 «О Родовых усадьбах» эксперты установили в нём наличие существенных недостатков, включая противоречия с существующим земельным законодательством, не позволяющих расценивать документ ни в качестве проекта закона, ни в качестве нормативно-правового акта.
По мнению некоторых экспертов, идея «родовой усадьбы» была заимствована депутатами ЛДПР у неформального общественного движения «анастасийцев», лидером которого выступал писатель В. Мегре.
В декабре 2015 года законопроект № 269542-6 был отклонён. Рассмотрение законопроекта № 269545-6 в июне 2015 года было отложено по решению Совета ГД, а в январе 2016 года он был возвращён инициатору как вносящий изменения в закон, утративший силу, и также снят с рассмотрения.

### Законопроект «о дальневосточном гектаре»
Сходный законопроект № 930602-6 о бесплатном предоставлении гектаров земли на Дальнем Востоке представлен Минэкономразвития РФ; в декабре 2015 года он был принят в первом чтении; дата вступления в силу — 2 мая 2016 года.

## Достоверность событий
Мегре в своих книгах в 1999 году заявлял о достоверности событий, описанных в предыдущих по времени выпуска книгах.
23 января 2001 года состоялся суд между Мегре и Ольгой Стуковой об эксклюзивном праве на имя лесной женщины Анастасии, в котором представителями Владимира Мегре был предъявлен подписанный лично Мегре иск, с утверждением, что «Анастасия» — это «образ-символ, то есть самостоятельный художественный образ, имеющий эмоционально иносказательный смысл». Исходя из этого, критики книг делают вывод о том, что Мегре публично признал факт вымышленности Анастасии и, следовательно, всех остальных связанных с ней событий, описанных в книгах.
Основанием выигрыша в суде также стало предоставление Ольгой Стуковой доказательств, что ключевые образы, темы и фразы Мегре заимствовал из книг других авторов, в основном из публикаций Ольги Гузь. Ольга Гузь ещё в 1998 году издала книгу «Анастасия — это я», опубликовала одноимённый сайт и назвала идею Мегре о раздаче земли под «родовые поместья» сумасшествием. Также она написала саркастический стих про заявления Мегре, что Анастасия является его гражданской женой и живёт с его ребёнком голой в сибирской берлоге. Мегре назвал её самозванкой.

## Критика
Доктор исторических наук, пресвитер П. М. Иванов критикует Мегре за фактологические ошибки, за вырывание кусков из контекста при цитировании Библии, за обращение к неоязыческим источникам. Стиль текста книг также подвергается критике.
В 2004 году вышла книга А. Г. Ивакина «АнтиАнастасия. По ком звонят кедры».
В ней, в частности, обращается внимание на следующее географическое несоответствие: в одной из книг Мегре пишет:
Почему надолго уходил ветхозаветный Моисей в горный лес, а потом вернулся оттуда, явив миру мудрость, изложенную на каменных скрижалях?
В ответ Мегре заявляет:
Книги нужно разделить на две части. Там, где говорит монологи Анастасия, ну и там, где я тоже что-нибудь пишу от себя. Я буду говорить о той части, где есть монологи Анастасии, не буду трогать себя…
видимо, подразумевая при этом, что в монологах Анастасии таких несоответствий нет.
В качестве аргумента в сторону вымышленности событий, описанных в книгах, приводится и фрагмент с описанием летающей тарелки:

— А сами стенки летающей тарелки из чего сделаны?

— Они выращены.

— Как это?

— Ну что ты удивляешься, вместо того, чтобы подумать. Многие люди выращивают в разных сосудах гриб, который делает воду, в которую его помещают, вкусной и немножко кисленькой. Гриб этот принимает форму сосуда, в котором он находится. Этот гриб, кстати, очень похож на летающую тарелку, он и стенки делает двойные. Если в его воду добавить ещё один микроорганизм, произойдет затвердевание, но этот, так называемый микроорганизм можно выработать или, точнее, зародить усилиями мозга, ну, воли, как бы яркого представления.
— В. Мегре, «Анастасия», глава «Летающая тарелка? Ничего особенного»
… а также фрагмент, предлагающий возможное решение проблем загрязнённости современных городов:

— Впереди, ну, что там у них торчит такое, как это называется?

— Бампер, — помог я ей.

— Значит, бампер. Внутри него или под ним нужно приделать коробочку с дырочками в верхней её части, сзади тоже дырочки должны быть, чтобы воздух выходил. При движении этих машин потоки пыльного вредного воздуха будут попадать в передние дырочки, очищаться, и выходить из задних дырочек будет уже очищенный на двадцать процентов воздух.
— В. Мегре, «Анастасия», глава «Мозг — суперкомпьютер»
Критика в адрес серии книг и движения содержится в публикациях Центра религиоведческих исследований свщмч. Иринея Лионского , выступлениях А. Л. Дворкина, на сайте «Украина сектантская».

## Правки новых изданий
В поздних редакциях своих книг Мегре вносил значительные изменения в текст. В частности, были убраны сомнительные заявления, поправлена фактология.